# Пейто
Пейто е името на една от океанидите. За астероида вижте 118 Пейто.
Пейто в древногръцката митология е дъщеря на Хермес и Афродита. Пейто е богиня на убеждаването и съблазняването. Нейният римски еквивалент е Суадела.
В древногръцкия полис Сикион, близо до агората, е изградено светилището на Пейто. Според една легенда, след като Аполон и Артемида убиват Питон, отиват в Егиалия да търсят опрощение. След това заминават за Крит при Карманор, а след тяхното посещение, хората в Егиалия били обхванати от болест. За да се избавят от нея, трябвало да умилостивят Аполон и Артемида. Изпращат при тях 7 момчета и 7 момичета, които били толкова убедителни, че боговете дошли на тогавашния акропол. На мястото, на което стъпили за първи път, жителите издигат светилище на Пейто. И по времето на Павзаний там се извършвал ритуал в нейна чест. По време на шествието, славещо Аполон, първо се изнасяли статуите на боговете от светилището на Пейто и веднага се внасяли в храма на Аполон.